# Samuel Hoare
Pour les articles homonymes, voir Samuel Hoare (homonymie).
Samuel John Gurney Hoare, né le 24 février 1880 et mort le 7 mai 1959, 1er vicomte Templewood, aussi connu en tant que Sir Samuel Hoare, est un homme politique britannique, membre éminent du parti conservateur. 

## Biographie

### Un pur produit de l'Establishment
Fils de Samuel Hoare (1er baronnet) il est élevé à Harrow puis au New College de l'Université d'Oxford où il obtient un First Class BA en 1903 et un MA en 1910, et y étudie les classiques (latin et grec) puis l'Histoire Moderne, avant d'être coopté comme Honorary Fellow. Sa famille et lui-même, sont de tradition anglo-catholique. 
Il est responsable pendant la Première guerre mondiale d'une équipe de 100 espions britanniques à Rome. Il recrute en 1917 Benito Mussolini, alors journaliste pro-guerre, qui lui promet d'envoyer des vétérans de l'armée italienne pour tabasser les manifestants pacifistes à Milan. La Grande-Bretagne était alors inquiète des grèves pacifistes qui paralysaient les usines de la ville. 
Membre de plusieurs cabinets ministériels dans les années 1920 et 1930, il a été notamment Secrétaire d'État à l'Inde ; à ce poste, il amorce l'India Bill pour accorder à l'Inde le statut de Dominion, à l'égal du Canada, de l'Australie, de la Nouvelle-Zélande et de l'Afrique du Sud, ce qui le fait entrer en conflit avec Chuchill, très opposé  à toute évolution statutaire qui serait le début du démembrement de l'Empire. Puis, il devient Lord du sceau privé, ministre des Affaires étrangères et ministre de l'Intérieur, fonctions dans lesquelles il a conduit une réforme profonde du système pénitentiaire britannique, abolissant notamment les châtiments corporels et tentant de mettre fin à la peine de mort, mais cette réforme fut ajournée en raison du début de la Seconde Guerre mondiale.
Il signe le pacte Hoare-Laval en 1935 par lequel la Grande-Bretagne reconnait à l'Italie fasciste la souveraineté sur l'Abyssinie. L’impopularité du pacte auprès de la population lui coûte sa place au gouvernement.

### Un ministre innovant
À la chute du cabinet travailliste MacDonald (novembre 1924), Hoare reprend les fonctions de 
Ministre de l'Air. Il veut développer les communications aériennes à travers tout le Commonwealth, vers l'Inde bien sûr, mais aussi l'Afrique du Sud. Il négocie l'octroi de subventions publiques à Imperial Airways pour que cette compagnie inaugure une ligne commerciale entre Le Caire et l'Inde. Hoare et sa femme Lady Maud honoreront de leur présence le vol inaugural de 13 jours vers Delhi : partis de l'aérodrome de Croydon le 26 décembre 1926, ils rallient la métropole indienne le 8 janvier 1927. La liaison vers Le Cap n'aboutit qu'après d'interminables tractations, en 1929, juste avant le départ du ministre ; son exploitation commerciale ne commencera qu'en 1932.
Il appuie le général Trenchard, chef de l’état-major aérien, pour instituer une école de pilotes de guerre à Cranwell et négocie longuement avec le Trésor pour que l'idée aboutisse. Autre aspect du mandat de Hoare au Ministère de l'Air : il s'est concilié l'opinion publique en donnant à la R.A.F. une image prestigieuse. Pour cela, il a donné toute la publicité possible au vol transcontinental de la Noël 1926-27 vers les Indes. Il comprit également toute l'importance d'une manifestation comme la coupe Schneider et prit les dispositions pour que la R.A.F. y joue un rôle important : les victoires de la Grande-Bretagne aux compétitions de 1927, 1929 et 1931 furent le fait de pilotes et d’équipes sponsorisées de la R.A.F.

### Tenté par le pacifisme
Il a également été un membre actif du Cliveden Set, groupe informel qui, sous la direction de Lady Astor, militait pour une politique d'apaisement à l'égard d'Hitler dans les années 1930. Cet engagement politique fit que le Parti Travailliste, en mai 1940, exigea son départ du gouvernement, avant de constituer le Cabinet de coalition avec le Parti libéral sous la direction de Winston Churchill. 

### Un diplomate en mission spéciale
Proche de l'Église catholique, il est alors nommé  ambassadeur en Espagne pendant la guerre et a contribué au maintien de la neutralité espagnole, malgré des relations parfois houleuses avec le gouvernement du général Franco.
Ainsi, dès son arrivée à Madrid, il demande une audience au ministre des Affaires étrangères, Juan Luis Beigbeder, pour lui demander si l'Espagne va accorder des bases navales en Méditerranée à Hitler et se voit immédiatement rassuré sur ce plan. Plus tard, son ambassade affrontera des militants de la Phalange, envoyés par Ramón Serrano Súñer , manifester bruyamment sous ses fenêtres. À partir des années 1942 et 1943, il juge les déclarations publiques contradictoires du Caudillo, en fonction de l'évolution de la guerre, comme la preuve de " la tortueuse intelligence de Franco " Au cours de l'été 1942, il parcourt l'Espagne, prend contact avec les milieux d'affaires, tous anglophiles et le Primat d'Espagne, anti-nazi, comme lui.   
Le gouvernement britannique misa sur l'hostilité des principaux chefs de l'armée espagnole contre Suñer et n'hésita pas à verser 13 millions de dollars à trente généraux pour qu'ils entravent le pouvoir de Suñer.   
En septembre 1942, il considère comme un grand succès le départ de Súñer du ministère des Affaires Etrangères et son remplacement par Jordana, ouvertement pro-Alliés.   
Le 20 août 1943, Hoare rencontre Franco dans sa résidence d'été de Corogne et est irrité par le maintien d'une propagande ouvertement pro-allemande et écrit que le Caudillo " s'abrite derrière les nuées opaques de sa béate suffisance " .  
Tout au long de sa mission, Hoare alterna les pressions diverses sur le régime franquiste, en fermant ou libérant le ravitaillement de l'Espagne en blé et en pétrole, denrées importées exclusivement du continent américain (États-Unis, Canada) indispensables à la survie du régime, en fonction des positions espagnoles dans le conflit mondial.  
Sa mission délicate consistant à éloigner au maximum l'Espagne du Reich se termina en 1944, après le débarquement en Normandie, et est considérée comme un succès.

## Distinctions
- Commandeur grand-croix de l'ordre royal de l'Étoile polaire